# Indicator archipelagicus
Indicator archipelagicus е вид птица от семейство Indicatoridae. Видът е почти застрашен от изчезване.

## Разпространение
Видът е разпространен в Бруней, Индонезия, Малайзия и Тайланд.